# Vāsuki

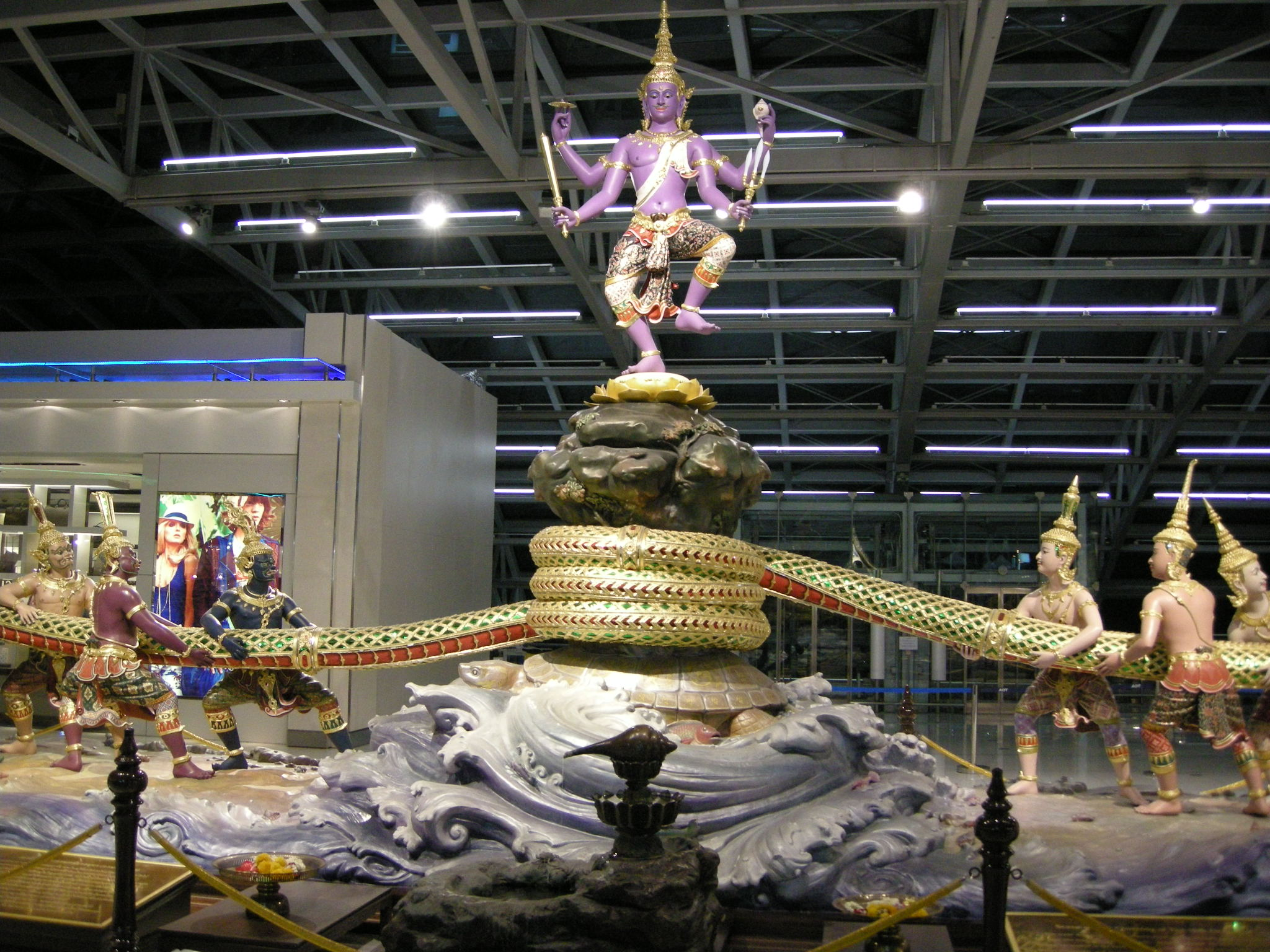
Vishnou danse au sommet du Mont Méru, tandis que les asuras (à gauche) et les devas (à droite) utilisent Vasuki pour baratter la mer de lait (Aéroport Suvarnabhumi de Bangkok)

Vāsuki est un nâga (serpent) de la mythologie hindoue. Son nom en sanskrit signifie Celui dont l'essence est divine.
Vāsuki est l'un des huit rois des nâga. Il règne sur la ville de Bhogavatî, l'une des capitales des régions inférieures.
Vāsuki joue un rôle important dans la religion hindou du barattage de la mer de lait, tâche à laquelle sont associés les deva (les dieux) et les asura (les démons) en quête du nectar d'immortalité ou amrita. Enroulé autour du mont Mandara, c'est lui qui sert de corde, tiré alternativement par les dieux et les démons afin de baratter l'océan.
Comme Shesha, avec lequel il se confond parfois, il a pour tâche de soutenir le monde. Dans le folklore, c'est sur la tête de Vāsuki que repose un très ancien pilier de fer de Delhi situé dans la ville de Delhi. Désireux de s'assurer de la véracité de cette légende, un roi fit soulever le pilier, qui apparut taché de sang. Le pilier, qui était consacré à Vishnu, ne put jamais être remis correctement en place. Cet incident fut à l'origine des nombreux malheurs qui s'abattirent sur le royaume par la suite.
Vāsuki est représenté comme ayant une ou sept têtes. Il porte parfois sur son front le nagâmani, joyau qui guérit de tous les maux. Il est souvent lové autour du corps de Shiva sous forme de collier, de ceinture ou de bracelet. Il sert également de corde à son arc.
C'est le Hexuiji des Chinois[réf. nécessaire] et le Basuki Ryû-ô des Japonais.

## Autres noms ou aspects associés
- Ananta
- Shesha